# キャッスル号
キャッスル号（キャッスルごう）は宮城県仙台市と青森県弘前市を結ぶ昼行高速バスである。名称は、仙台に「仙台城（青葉城）」、弘前に「弘前城」がある（あった）ので、「城」を意味する「castle」から名づけられた。
全席指定のため事前予約が必要。当路線は、ブルーシティ号（仙台 - 青森線）やうみねこ号（仙台 - 八戸線）とは異なり、運行開始当初から全席指定である。

## 運行会社
- ジェイアールバス東北
  - 車両は仙台支店所属、乗務員はワンマン運行で盛岡支店・青森支店担当（青森支店は2019 - 2020年度は冬期のみ、2021年度から通年担当）。
- 弘南バス（弘前営業所）
- 宮城交通（仙台北営業所。2021年10月に富谷営業所より移管）

## 運行経路
- 仙台駅東口（JRバス東北担当便のみ発着） - 仙台駅前（広瀬通・宮交仙台高速バスセンター前40番のりば） - （仙台西道路） - （仙台宮城IC） - （東北自動車道） - （大鰐弘前IC） - 弘前バスターミナル（1番ホーム3番のりば）

## 運行回数
- 1日6往復（各社2往復）。

## 運賃
※2024年6月1日現在。
- 大人片道6,000円、往復11,000円。
  - 往復割引券は10日間有効。

※2010年11月1日 - 2011年3月17日までの間（ただし、繁忙期となる2010年12月17日 - 2011年1月10日の間を除く）、東北新幹線の全線開業を踏まえて高速バスの割安感を知ってもらうために、期間限定で運賃を値下げする「サンキューキャンペーン」を実施した。以下の期間は大人片道運賃に限り値下げを行った。
- 2010年11月1日 - 11月30日、同年12月11日 - 12月16日、2011年1月11日 - 3月17日の間：大人片道3,900円
- 2010年12月1日 - 12月10日の間：大人片道3,000円

## 歴史
- 1989年（平成元年）6月16日 - 1日3往復（各社1往復）で運行開始[2]。所要時間4時間[2]。
- 1992年（平成4年）5月10日 - トイレ付き車両の運行を開始。
- 199x年[いつ?] - 往復割引乗車券販売開始。
- 2000年（平成12年）8月1日 - 1日6往復（各社2往復）に増便[3]。
- 2003年（平成15年）
  - 4月1日 - JRみどりの窓口での乗車券発売廃止。
  - 4月25日 - 1日9往復（各社3往復）に増便。
- 2010年（平成22年）11月1日 - 1日6往復（各社2往復）に減便。「サンキューキャンペーン」として、繁忙期を除く2011年3月17日までの期間限定で大人片道運賃を値下げ。
- 2011年（平成23年）
  - 3月11日 - 東北地方太平洋沖地震（東日本大震災）の影響により運休。
  - 3月17日 - （運休中に「サンキューキャンペーン」最終日を迎える）
  - 3月18日 - 同日より弘南バスが臨時便（1日1往復）で運行再開。弘前6時40分発、仙台21時45分発で、座席定員制（予約不可）[4]。
  - 3月19日 - 再開後の運行に対する問い合わせが殺到したため、翌日便以降の予約を受付開始[5]。
  - 3月20日 - 予約制開始。
  - 3月28日 - 宮城交通・JRバス東北も運行を再開。3社合計で1日4往復。
  - 3月30日 - 3社合計で1日5往復に増便。
  - 6月1日 - 同日より通常運行に復旧。
- 2014年（平成26年）
  - 4月1日 - 消費税増税に伴う運賃改定。大人片道5,240円、往復8,230円となる[6]。
  - 7月1日 - 運賃改定。大人片道5,400円、往復8,800円となる[7][8]。
- 2019年（令和元年）6月21日 - 運賃改定。大人片道5,700円、往復9,400円となる[9][10]。
- 2020年（令和2年）
  - 4月24日 - 新型コロナウイルスの影響により、この日より当面の間、一部便（弘南2、JR1）を運休[11][12]。
  - 7月10日 - この日より（仙台発の2便は翌7月11日より）全便の運行を再開[13]。
  - 12月1日 - この日より一部便（1往復、宮城交通便）を運休[14]。
- 2021年（令和3年）
  - 1月18日 - この日より一部便（1往復、JRバス東北担当便）を運休[15]。
  - 4月1日 - この日より一部便（1往復、JRバス東北担当便）の運行を再開[16]。
  - 6月1日 - この日から、JRバス東北担当便のみ仙台駅東口発着となる（宮交仙台高速バスセンターは引き続き停車）[17]。
- 2022年（令和4年）
  - 4月1日 - この日より当面の間、一部便（1往復、JRバス東北担当便）を運休[18]。
  - 6月6日 - この日より当面の間、一部便（1往復、宮城交通担当便）を運休[19]。
  - 7月1日 - この日より当面の間、一部便（1往復、JRバス東北担当便）を運休[20][19]。
- 2023年（令和5年）4月1日 - 運賃改定。往復運賃を9,400円から10,000円に値上げ[21]。
- 2024年（令和6年）6月1日 - 運賃改定[22]。

## 使用車両
- 原則としてトイレ付き4列シート車で運行される（増発便などトイレのない車両で運行される場合もある）。

### 使用車両画像一覧

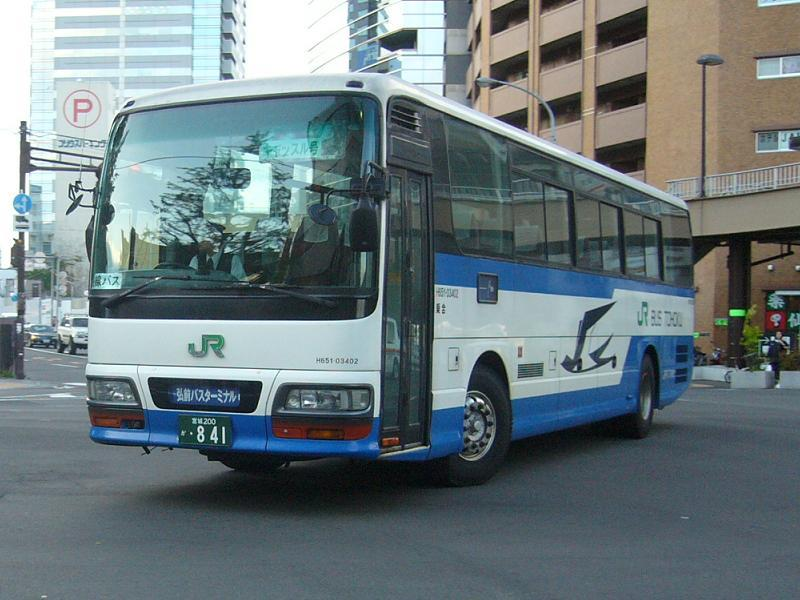
キャッスル号（ジェイアールバス東北）
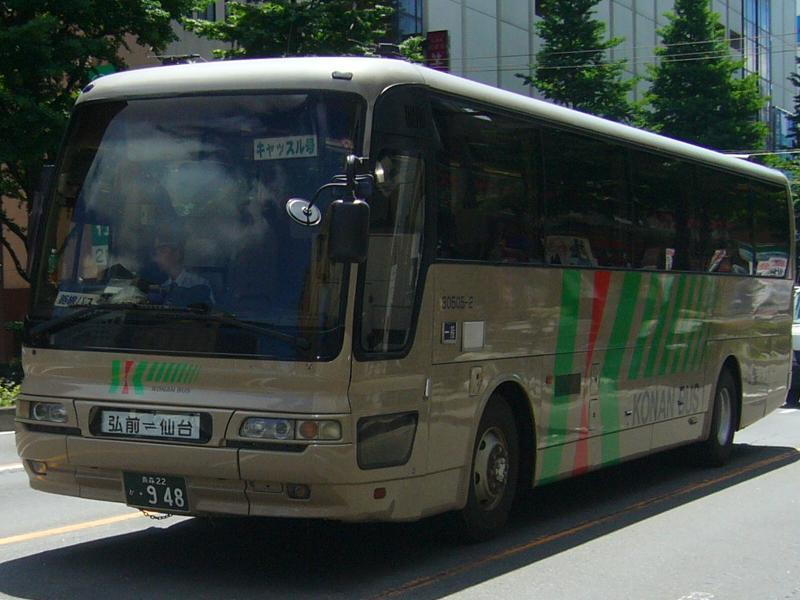
キャッスル号（弘南バス）
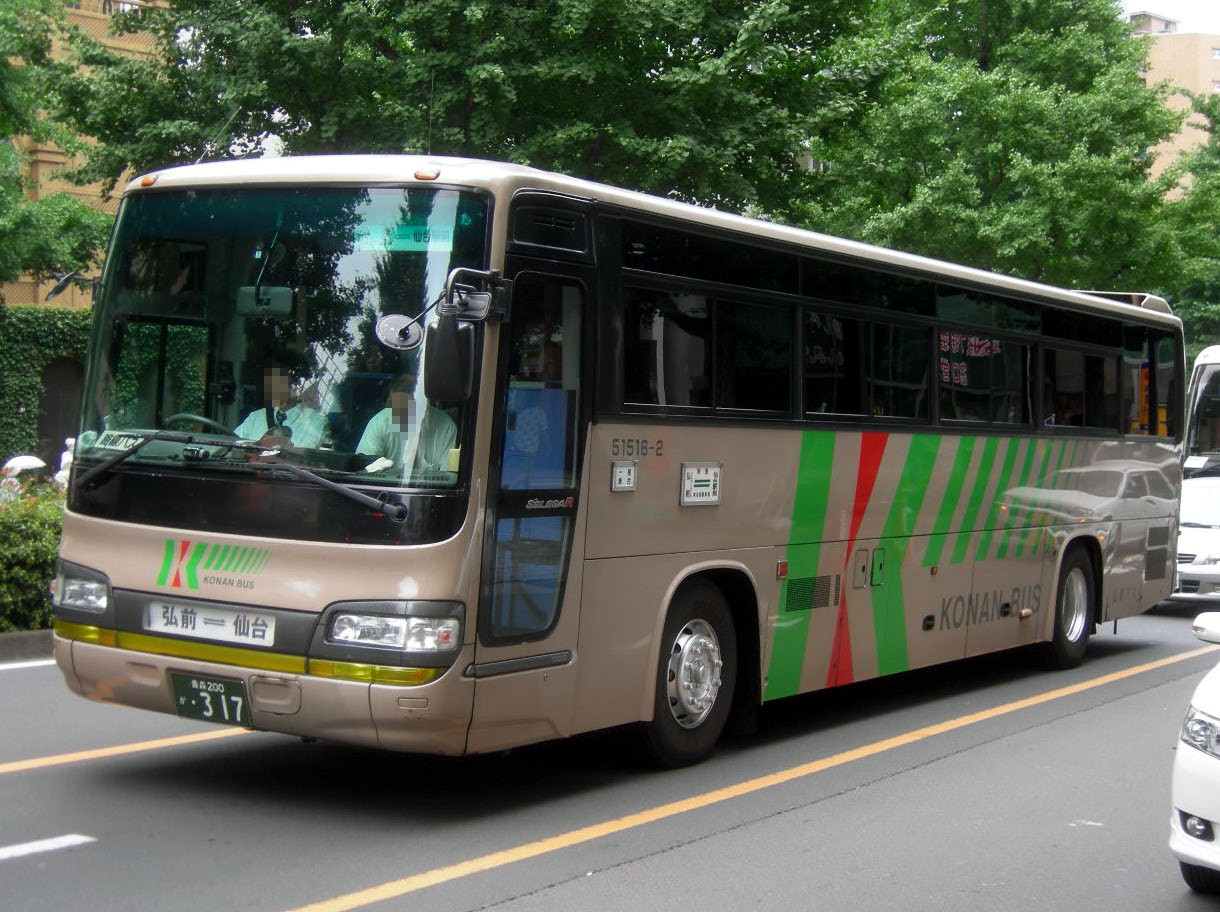
キャッスル号（弘南バス）
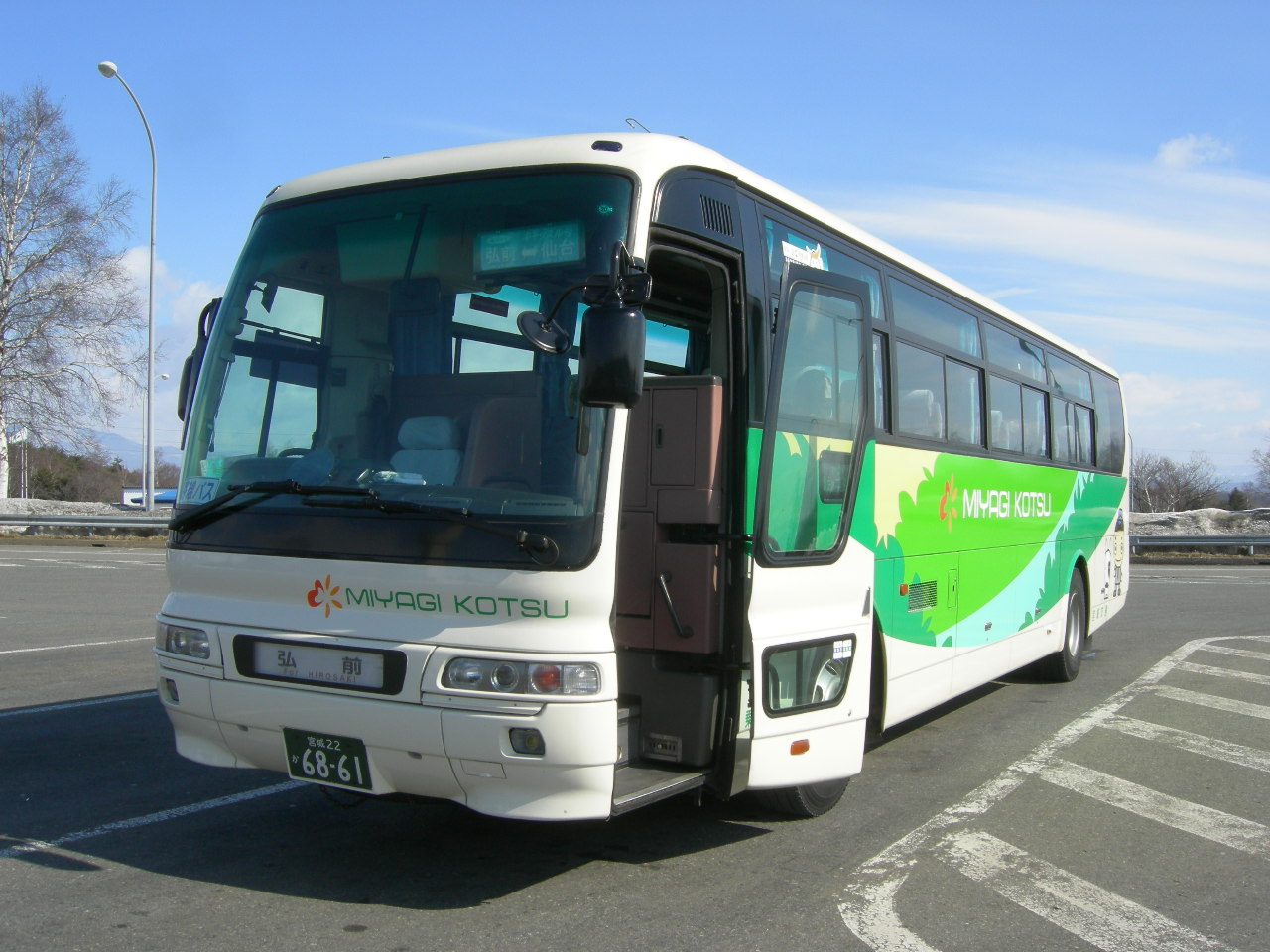
キャッスル号（宮城交通）
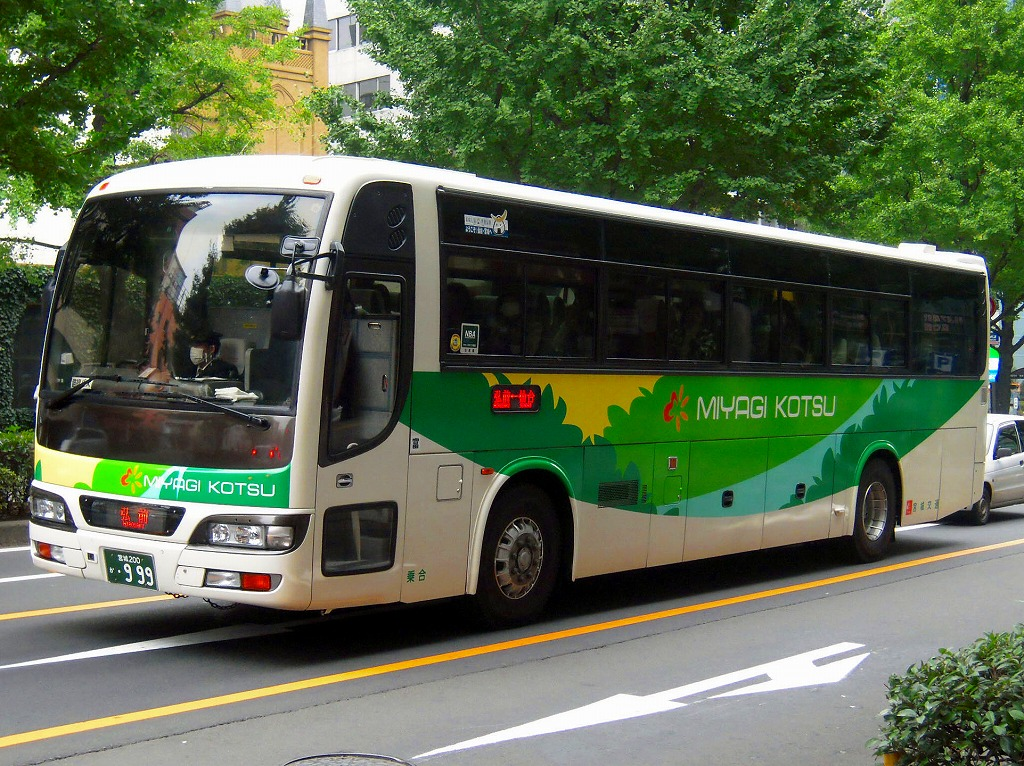
キャッスル号（宮城交通）

## 利用状況
| 年度               | 運行日数 | 運行便数 | 年間輸送人員 | 1日平均人員 | 1便平均人員 |
| 2002（平成14）年度 | 365      | 4,630    | 96,885       | 265.4       | 20.9        |
| 2003（平成15）年度 | 366      | 6,572    | 100,165      | 273.7       | 15.2        |
| 2004（平成16）年度 | 365      | 6,705    | 102,613      | 281.1       | 15.3        |
| 2005（平成17）年度 | 365      | 6,782    | 104,242      | 285.6       | 15.4        |
| 2006（平成18）年度 | 365      | 6,676    | 107,760      | 295.2       | 16.1        |
| 2007（平成19）年度 | 366      | 6,724    | 105,674      | 288.7       | 15.7        |